# La mujer del año
Woman of the Year (conocida en español como  La mujer del año) es una película estadounidense de drama y comedia romántica dirigida por George Stevens y estrenada en 1942. Protagonizada por Spencer Tracy y Katharine Hepburn, escrita por Ring Lardner, Jr., Michael Kanin y John Lee Mahin y producida por Joseph L. Mankiewicz.
La trama de la película trata sobre la relación entre Tess Harding, una corresponsal de asuntos internacionales, elegida "Mujer del año" y Sam Craig, un escritor deportivo, que se conocen, se casan y encuentran problemas como resultado de su inquebrantable compromiso.
En 1999, esta película fue seleccionada por la Biblioteca del Congreso para su conservación en el Registro Nacional de Películas de los Estados Unidos por ser "cultural, histórica o estéticamente significativa".
Además, la película fue candidata a dos nominaciones en los Premios Oscar; ganó como mejor guion original y fue la cuarta nominación para Katharine Hepburn.

## Sinopsis
Tess Harding (Katharine Hepburn) es una periodista que se dedica a la información política y que parece poder con todo lo que se cruza en su camino. No hay información ni personaje político que se le resista. Más tarde, surge una relación que la une con la información deportiva. Harding no entiende cómo se le pueden dedicar tantas páginas de un periódico a deportes como el béisbol. En cambio, Sam Craig (Spencer Tracy) es un periodista deportivo, que escribe columnas de opinión, precisamente sobre rugby y béisbol en el rotativo en el que ambos trabajan. Cuando sus caminos se cruzan, surgirá una química muy especial aunque, aparentemente, sus gustos estén realmente alejados. Sin embargo, una lucha por ver quién lleva los pantalones en la relación dará lugar a un gran número de situaciones cómicas.

## Reparto
- Spencer Tracy como Sam Craig.

La mujer del añoestá preservadaen el archivo de laBiblioteca del Congreso

- Katharine Hepburn como Tess Harding.
- Fay Bainter como Ellen Whitcomb.
- Reginald Owen como Clayton.
- Minor Watson como William J. Harding
- William Bendix como "Pinkie" Peters.
- Gladys Blake como Flo Peters.
- Dan Tobin como Gerald Howe.
- Roscoe Karns como Phil Whittaker.
- William Tannen como Ellis.
- Ludwig Stössel (acreditado como Ludwig Stossel) como Dr. Lubbeck
- Sara Haden como Matron.
- Edith Evanson como Alma.
- George Kezas como Chris.

## Recepción

### Taquilla
La película ganó $ 1,935,000 en los Estados Unidos y Canadá y $ 773,000 en otros lugares durante su lanzamiento inicial, lo que hizo que MGM obtuviera una ganancia de $ 753,000.

### Premios y honores
En la 15º entrega de los Premios de la Academia, Michael Kanin y Ring Lardner, Jr. ganaron el premio al Mejor Guion Original y Katharine Hepburn fue nominada a la Mejor Actriz obteniendo su cuarta nominación.
American Film Institute incluyó la película en la lista del 2000 AFI's 100 Years ... 100 Laughs (# 90) [9] y en 2002, en AFI's 100 Years ... 100 Passions (# 74).
Una repetición de la película de 1976, hecha para televisión y protagonizada por Joseph Bologna y Renee Taylor fue transmitida por CBS.
En 1981, la película fue adaptada a un exitoso musical de Broadway del mismo nombre, protagonizada por Lauren Bacall (que ganó un Premio Tony por su trabajo).

## Galería

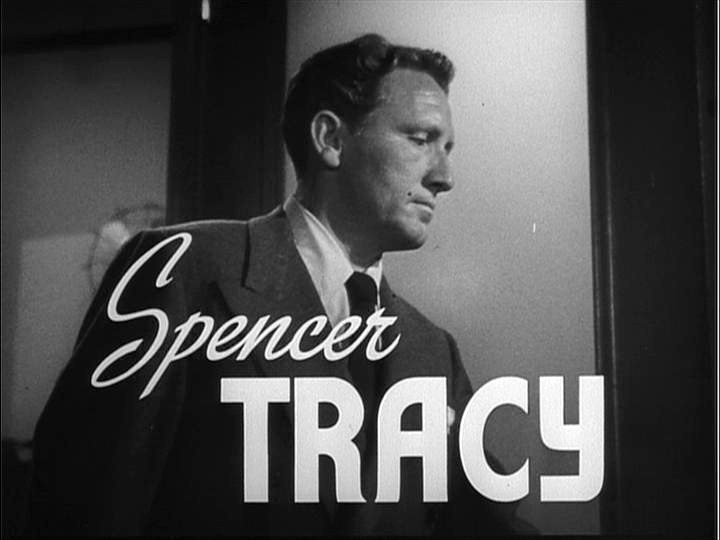
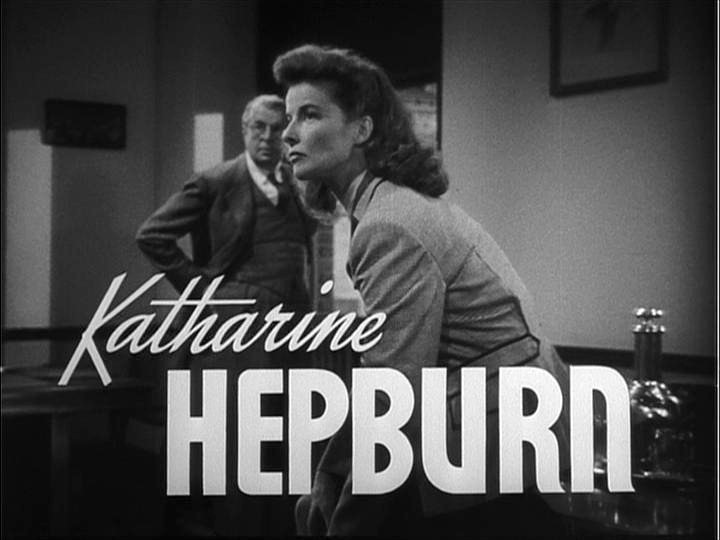
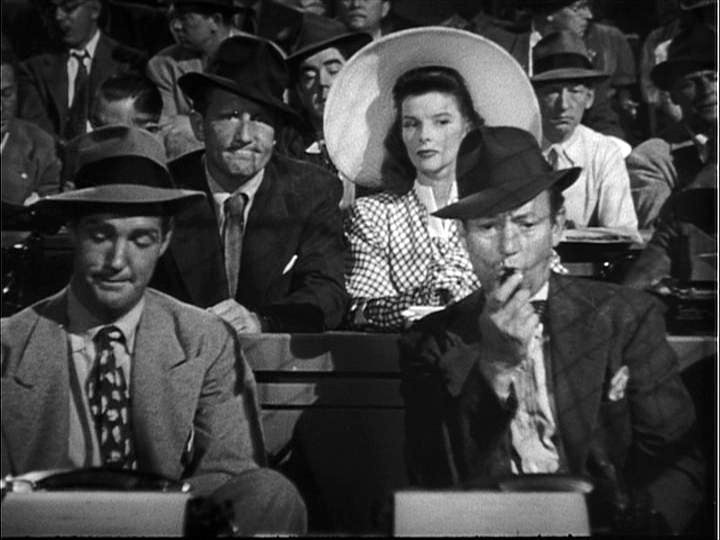
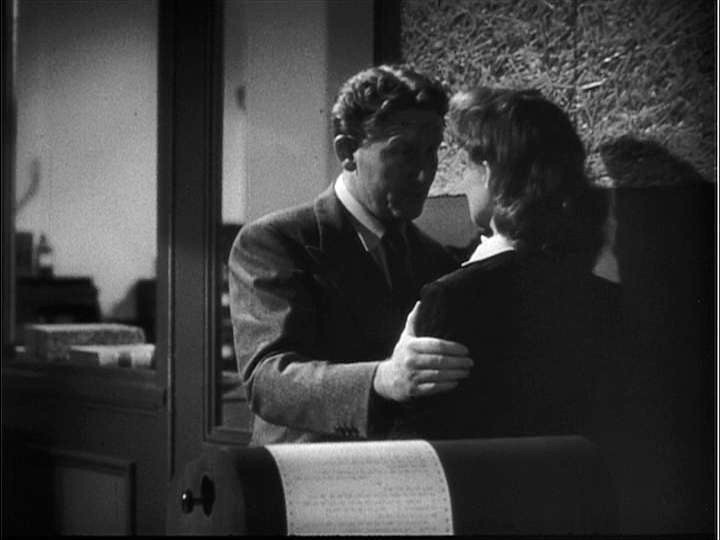
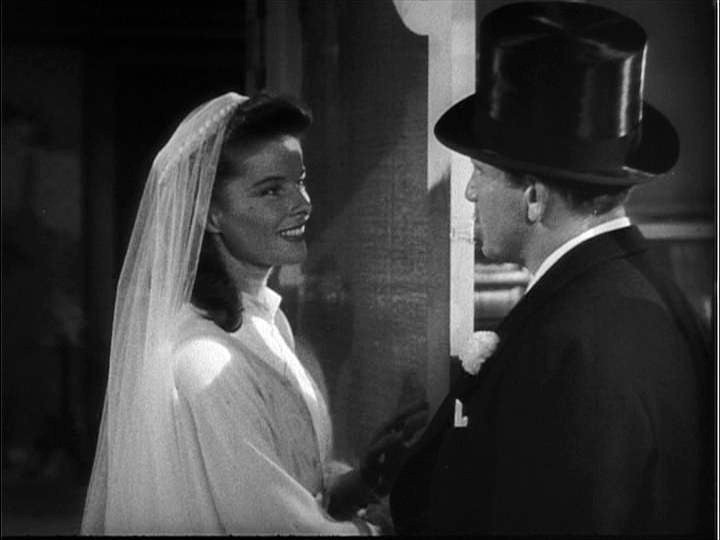
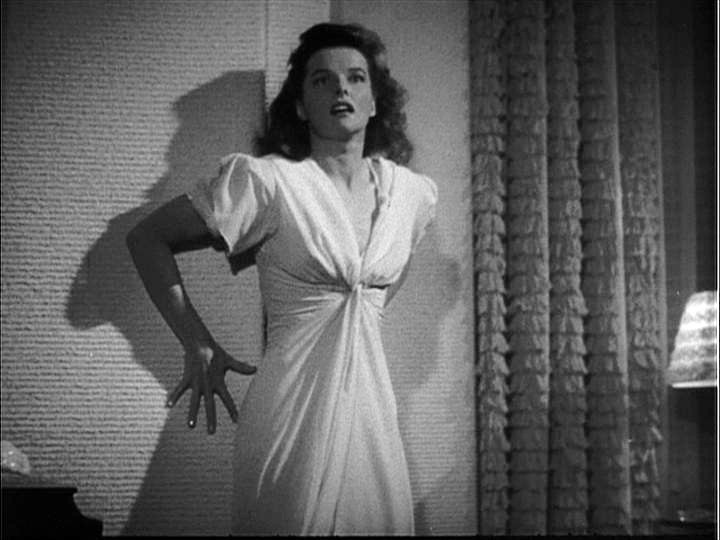